# Piekut
Piekut – wieś sołecka w Polsce położona w województwie mazowieckim, w powiecie grójeckim, w gminie Chynów.
Wieś założona na nowo wykarczowanym terenie w roku 1576. Właścicielem wsi był Wawrzyniec
Łoski. Dziesięcinę z 3 łanów płacono parafii w Chynowie, w której obrębie się znajdowała.
W latach 1975–1998 miejscowość administracyjnie należała do województwa radomskiego.